# Toreus capensis
Toreus capensis är en spindeldjursart som beskrevs av William Frederick Purcell 1903. Toreus capensis ingår i släktet Toreus och familjen Ceromidae. Inga underarter finns listade i Catalogue of Life.